# Place de l'Alma
Place de l'Alma (Almské náměstí) je náměstí v Paříži. Nachází se na rozmezí 8. obvodu a 16. obvodu. Svůj název získalo podle sousedního Almského mostu, který byl pojmenován po bitvě na řece Almě. Náměstí bylo zřízeno dekretem 6. března 1858.

## Poloha
Okrouhlé náměstí se rozkládá na hranicích 8. a 16. obvodu na pravém břehu řeky Seiny a vedou na něj ulice Avenue de New-York, Avenue du Président-Wilson, Avenue George-V, Avenue Montaigne a Cours Albert I. Z jihu se na něj napojuje Almský most.

## Významné stavby
Nejznámějším objektem na náměstí je Plamen Svobody (Flamme de la Liberté). Jedná se o repliku pochodně, kterou drží Socha Svobody. Toto dílo věnoval městu Paříži v roce 1989 newyorský deník International Herald Tribune a bylo umístěno mezi náměstí a most u vjezdu do tunelu, kde 31. srpna 1997 při autonehodě zemřela princezna Diana. Plamen od té doby slouží jako neoficiální princeznin památník.
V domě č. 3 na rohu Avenue du Président-Wilson se nachází kavárna Yacht Club français, kterou vlastnil fotograf Eugène Druet (1867-1916), a kterou opustil v roce 1903, když si otevřel uměleckou galerii v ulici Rue du Faubourg-Saint-Honoré č. 114.